# Journey to the Centre of the Eye
Journey to the Centre of the Eye è il primo album in studio del gruppo musicale inglese Nektar, pubblicato nel 1971.

## Tracce
Side 1
1. Prelude – 1:25
2. Astronaut's Nightmare – 6:27
3. Countenance – 3:33
4. The Nine Lifeless Daughters of the Sun – 2:55
5. Warp Oversight – 4:10
6. The Dream Nebula I – 2:14

Side 2
1. The Dream Nebula II – 2:26
2. It's All in the Mind – 3:22
3. Burn Out My Eyes – 7:50
4. Void of Vision – 2:02
5. Pupil of the Eye – 2:47
6. Look Inside Yourself – 0:54
7. Death of the Mind – 1:57